# Кодацька облога (1648)
Кодацька облога — бойова операція 1648 р. із облоги українськими козацько-селянськими військами Богдана Хмельницького Кодацької фортеці з гарнізоном Речі Посполитої в ході національно-визвольної війни 1648—1654 рр.

## Передумови
На початку національно-визвольної війни 1648—1654 рр. фортеця Кодак разом із гарнізоном військ Речі Посполитої опинилася в глибокому тилу українських повстанців і створювала для них значну загрозу, особливо в разі ворожого контрнаступу. Фортечний гарнізон, що складався з польської частини та іноземних найманців, налічував близько 1000 вояків. Окрім вояків, у фортеці перебували також сім'ї офіцерів, католицькі ченці з місцевого монастиря, служилі люди. Серед офіцерів були, зокрема, С. Чарнецький, М. Собеський (брат майбутнього короля Речі Посполитої Яна III Собеського), О. Конецпольський і Я. Потоцький (обидва — родичі коронних гетьманів), майор Ю. Лончинський, шляхтичі Альберт, Бужецький, Вишинський, Томиславський. Комендантом фортеці та командиром гарнізону був Кшиштоф Ґродзицький.

## Літня кампанія
Облогу Кодака українські війська почали невдовзі після перемоги у Корсунській битві в травні 1648 р. Однак оскільки їхні головні сили розвивали наступ, то до стін фортеці були спрямовані лише окремі загони. Через малу чисельність сил блокада була нещільною. Спроби штурму не мали бажаних результатів.

## Осіння кампанія та капітуляція
Ситуація змінилася після того, як Богдан Хмельницький скерував сюди три полки на чолі з Максимом Нестеренком, Прокопом Шумейком та Я. Вовченком (Володченком). У вересні 1648 р. ці війська підійшли до Кодака й щільно його блокували. Опинившись у скрутному становищі, обложені пішли на переговори. 1 жовтня були укладені почесні умови капітуляції гарнізону, який покинув Кодак озброєним, залишивши в фортеці лише артилерію і прапори, і пішов на Чигирин. Разом з військовиками йшли їхні сім'ї, а також ченці. З гарнізоном до Чигирина доправлялося і тіло померлого від ран після Жовтоводської битви Стефана Потоцького. Не всі умови капітуляції були, однак, до кінця виконані. За наказом Богдана Хмельницького, у зв'язку з порушенням польською стороною на іншій ділянці фронту певних домовленостей, вояків кодацького гарнізону роззброїли й арештували, а потім обміняли на українських полонених.

## Наслідки
Після того, як українські війська увійшли до Кодака, їм стала підконтрольною вся течія Дніпра від Білої Русі до Великого Лугу.